# シャキット
シャキットとは、ライオン（当時のライオン油脂）が1979年に発売した洗濯糊。

## 概要
従来の洗濯糊「カインド」を改名したものであるが、液体洗濯糊の他、スプレー糊も発売されている。

## スプレー糊の容器
この製品で特徴的だったのはスプレー糊の容器である。当時のアイロン用スプレー糊はごく一般的な円筒形のエアゾールスプレー缶で提供されていたが、手に持った感じが重く感じられ持ちにくく苦痛との声があったことから、スプレー缶入り洗濯糊としては初めての試みとして逆L字型の取っ手が付けられた。スプレーボタンは取っ手の上面に付いており、右手の親指以外の指で取っ手を握ると残った親指でスプレーボタンを押せるようになっていた。

## テレビコマーシャル
スプレー糊の缶の改良をアピールする内容で、｢取っ手がついてるシャキット｣がキャッチコピー。｢スプレー糊は缶が重くて困る｣との主婦の訴えと、缶に取っ手が付いて持ちやすくなったシャキットでアイロン掛けがはかどるとの喜びの声で構成されていた。

## その他
現在のシャキットは、業務用としてアイロン用洗濯糊のみが発売されている。なお、他社製品では花王がキーピングの商品名で現在も発売しているがアイロン掛け用は霧吹き式スプレーに変わっており、往年と同じエアゾールスプレー缶で提供されているのはジョンソンのカンターチを残す程度となっている。